# إسمينيا فيلالبا
إسمينيا فيلالبا (بامباتار نويفا إسبارتا، 18 سبتمبر 1929 - كاراكاس ، 19 سبتمبر 2009) كانت سياسية فنزويلية، وزوجة جوفيتو فيلالبا. عملت فيلالبا نائبة عن كاراكاس ونيوفا إسبارتا، وكانت أول امرأة تشارك في الانتخابات الرئاسية في فنزويلا في انتخابات عام 1988. حصلت على أقل من 1٪ من الأصوات.